# Azzurra (traghetto)
L'Azzurra è stato un traghetto, appartenuto all'italiana Corsica Ferries dal 1977 al 1990 con il nome di Corsica Marina.

## Servizio
Varato il 17 dicembre 1963 nei cantieri navali Schiffbau-Gesellschaft Unterweser A.G. di Bremerhaven con il nome di Grenaa e consegnato il 21 aprile 1964 alla Grenaa-Hundested A/S, prende servizio a partire dal giorno successivo sulla Grenaa-Hundested.
Il 3 giugno 1970 viene venduto alla Jdysk Færgefart A/S ed il 5 novembre 1971 viene ribattezzato Kalle.
Dal 7 agosto 1972 viene noleggiato alla JKL ed impiegato tra Juelsminde e Kalundborg.
Nel novembre del 1974, in vista dell'entrata in servizio delle nuove unità gemelle a dicembre Kalle III e Djursland II, ne viene annunciata la cessione all'Olau Line assieme al gemello Julle. Il 21 novembre viene ribattezzato Olau West.
Per un breve periodo, dal 21 dicembre 1974 al 19 gennaio 1975, viene impiegata nei collegamenti tra Copenaghen ed Aalborg. Dal 19 gennaio entra in linea tra Sheerness e Flessinga.
Dal 18 giugno al 2 agosto 1976 viene noleggiato alla Larvik-Frederikshavns Ferjen ed impiegato nei collegamenti tra Larvik e Frederikshavn.

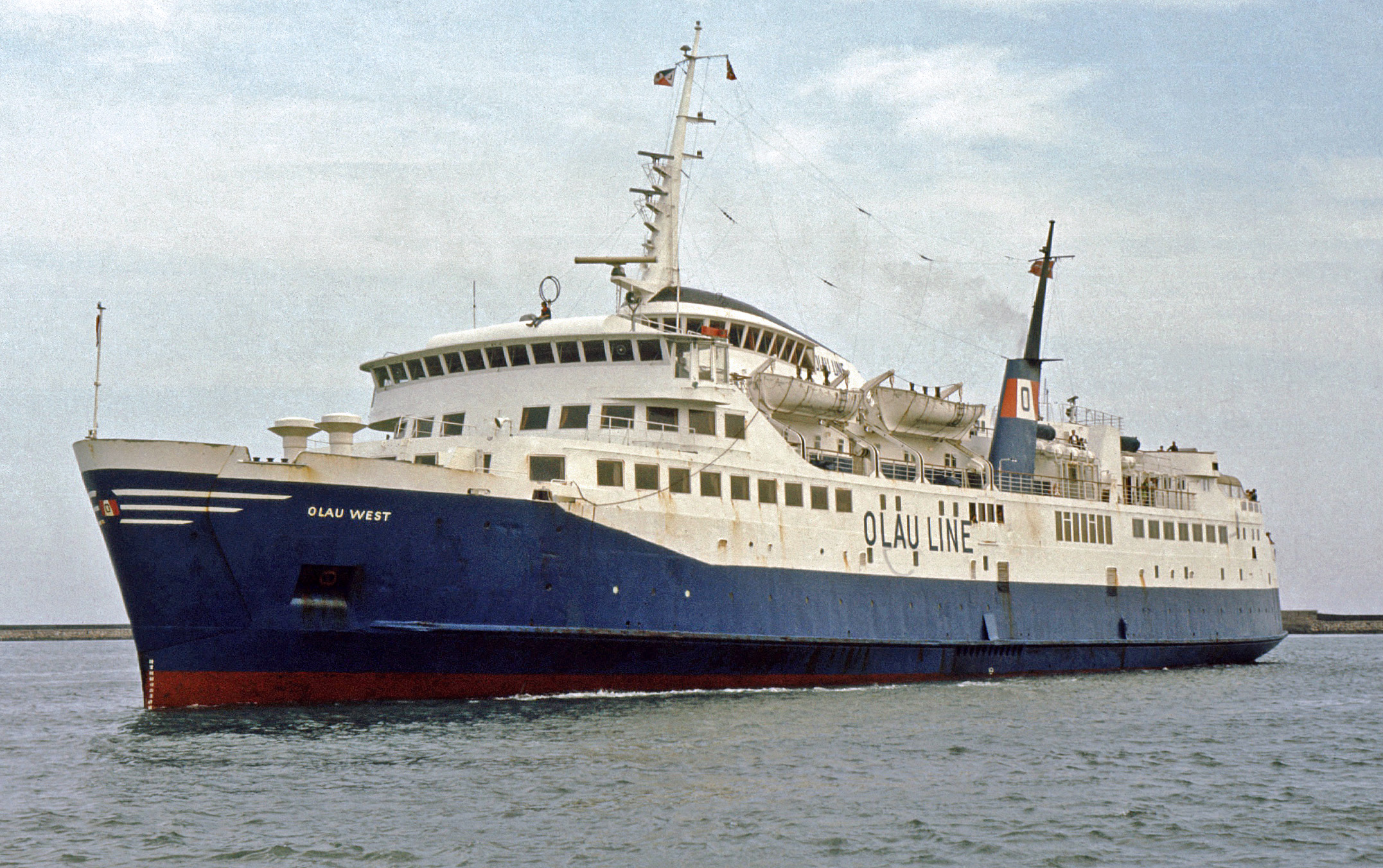
L'Olau West in arrivo a Frederikshavn nel 1976.

Dal 5 agosto al 10 ottobre 1976 viene noleggiato alla Brittany Ferries ed impiegato nei collegamenti nella Manica, tra Saint-Malo e Portsmouth.
Dal 10 ottobre al 1º novembre 1976 viene noleggiato alla Nordisk Færgefart ed impiegato sulla Fåborg-Gelting. 
Dal 1° gennaio al 3 marzo 1977 viene noleggiato di nuovo alla Grenaa-Hundested Linien, tornando in servizio sulla Grenaa-Hundested.
Dal 1º aprile 1977 torna in servizio per Olau Line nei collegamenti tra Sheerness e Dunkerque, dove rimane fino al 4 settembre successivo; terminato il servizio, viene disarmato e messo in vendita.
A novembre 1977 viene venduto alla Corsica Ferries, che la ribattezzo Corsica Marina e, dopo aver eseguito i propedeutici lavori di adeguamento al nuovo servizio a Livorno, viene inserito nei collegamenti tra Livorno, Sanremo, La Spezia e Bastia e successivamente anche sulla Porto Santo Stefano – Bastia. 

Il Corsica Marina ormeggiato a Porto Santo Stefano nel 1988.

Da giugno ad agosto del 1983 viene noleggiato alla Limadet ed impiegato nei collegamenti tra Malaga e Tangeri.
Dal 1986 al 1990 viene noleggiato all'Adriatica di Navigazione ed impiegato tra Brindisi-Igoumenitsa.
Nel 1990 viene venduto al cantiere navale Rodriquez di Messina e, ribattezzato Kelibia, prende servizio sulla Trapani-Napoli sotto le insegne della Alimar.
Da giugno ad agosto 1995 viene nuovamente noleggiato alla Limadet ed impiegato sulla rotta Malaga-Tangeri. Terminato il noleggio, viene disarmato a Tangeri.
A marzo 1998 viene venduto alla società maltese Carretel Malta Shipping Ltd (Eurolines S.A.), che lo ribattezza Scent of Sea con l’intenzione di inserirlo nei collegamenti tra La Spezia e Bastia. Tuttavia il progetto non andrà a buon fine e ed il traghetto viene disarmato e posto in vendita a La Spezia.
Nel 1999 viene acquistato dall'Etruria Shipping, a luglio viene in cantiere a Genova per lavori di restyling, rientrando in linea nel maggio del 2000 con il nuovo nome di Nortia sulla nuova linea espressa Livorno – Portoferraio. Tuttavia, a causa di problemi burocratici, il servizio venne sospeso ed il Nortia viene posto in disarmo alla Calata Pisa del porto di Livorno, per poi spostarsi a settembre nel porto di Genova in cerca di acquirenti.
Nel giugno 2001 viene acquistato dalla compagnia Azzurra Line che lo ribattezza Azzurra, issando bandiera di Saint Vincent e Grenadine ed entrando in servizio sulla Bari – Ragusa – Lesina a partire dal 26 luglio. 
Dal 6 luglio al 14 settembre 2002 viene impiegato nei collegamenti tra Ortona, Bari e Ragusa.
Nella stagione invernale 2003 viene impiegato nei collegamenti tra Brindisi e Durazzo, tornando poi dal 5 luglio fino a settembre sulla Bari-Ragusa, per poi tornare di nuovo a fine stagione sulla rotta Brindisi-Durazzo. 
Dal 15 luglio al 19 settembre 2004 viene impiegato sia sulla Bari-Ragusa che sulla Bari-Corfù, tornando il 21 settembre sulla Brindisi-Durazzo.
Dal 3 luglio a fine settembre 2005 viene impiegato sia sulla Bari-Ragusa sia sulla Bari-Cattaro. Dal 26 settembre torna in linea sulla Brindisi- Durazzo, facendo scalo anche a Cattaro.
Negli anni successivi viene nuovamente impiegata sulla Bari-Ragusa.
Nell'ottobre del 2010 l'Azzurra viene venduto alla turca Fergün Ferries ed impiegato sulla Tusucu-Tuzla.
Dal 13 dicembre 2010 viene spostato sulla rotta Mersina-Tripoli.
Da marzo al 24 giugno 2011 viene noleggiato all'Organizzazione internazionale per le migrazioni (IOM) per imbarcare migranti provenienti dalla Libia.
Il 1º luglio torna in servizio sulla Tusucu-Tuzla.
Dal 22 agosto al 29 ottobre 2011 viene nuovamente noleggiato alla IOM. Tornato in servizio per Fergün Ferries, viene impiego nei collegamenti tra La Valletta e Tripoli.
Nel giugno del 2012 viene spostato nei collegamenti tra Mersina e Tripoli.
A marzo 2013 ne viene annunciata la vendita per demolizione nei cantieri di Aliağa, dove viene spiaggiato il 26 marzo successivo.

## Navi gemelle
- Aldonza Manrique